# 쇼걸

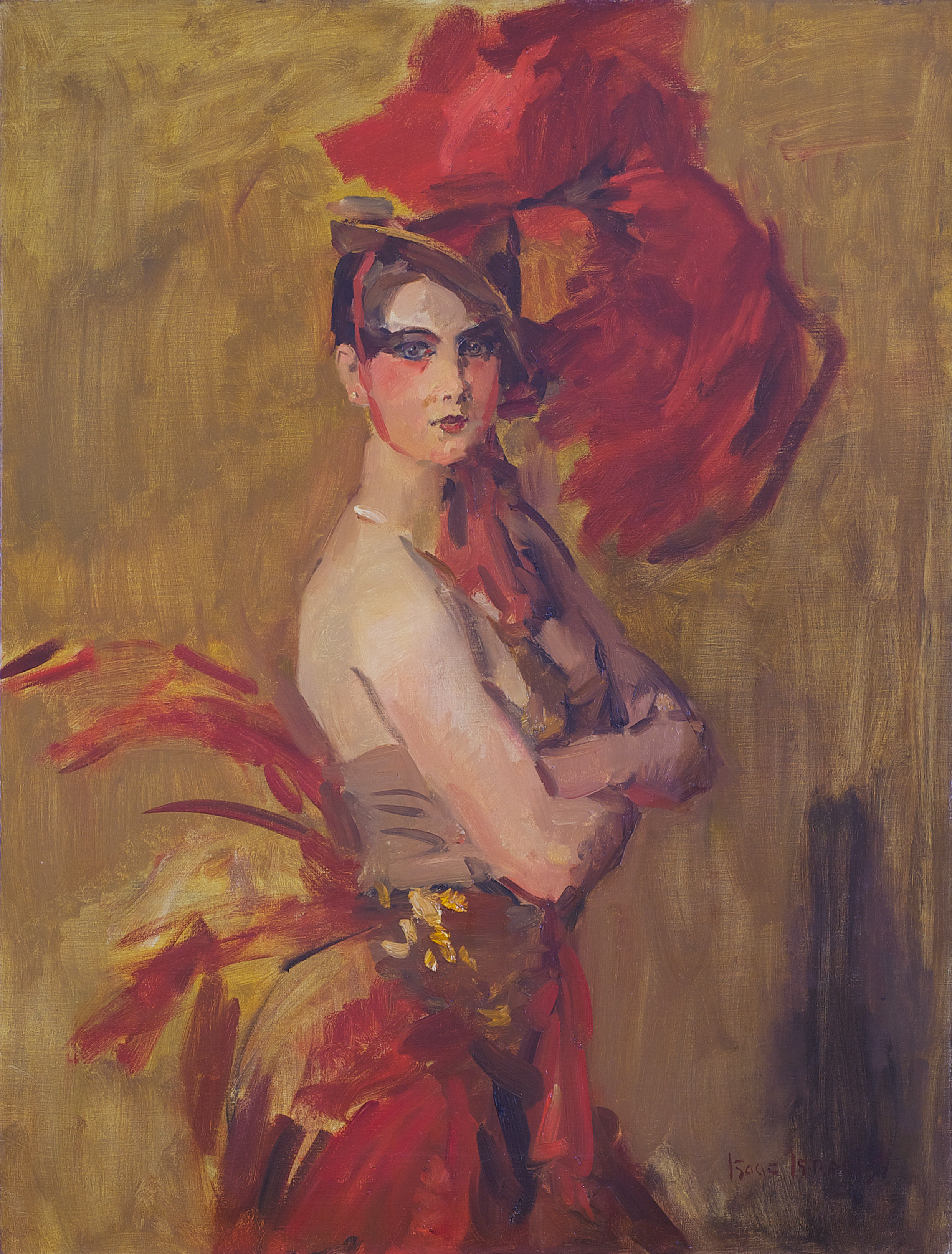

쇼걸(영어: showgirl)은 무대에서 춤추는 여성을 의미한다. 일반적으로 의복, 토플리스 또는 과도한 노출을 통해 연기자의 신체적 속성을 보여주기 위한 무대 엔터테인먼트 쇼의 여성 댄서 또는 연기자이다.

## 역사
쇼걸의 역사는 물랑루즈, 르 리도, 폴리 베르제르와 같은 파리 음악당과 카바레에서 1800년대 후반으로 거슬러 올라간다. 매춘을 목적으로 한 쇼걸 인신매매는 19세기 프랑스 작가 루도비 알레비의 음란한 소설의 주제였다.